# Schantall, tu ma die Omma winken!
Schantall, tu ma die Omma winken! Aus dem Alltag eines unerschrockenen Sozialarbeiters ist ein Buch des deutschen Autors Kai Twilfer. Die Satire erschien im Februar 2013 im Verlag Schwarzkopf & Schwarzkopf.

## Inhalt
Das Buch ist aus der Sicht von Jochen geschrieben, Sozialarbeiter in der fiktiven Kleinstadt Bochtrop-Rauxel. Er wird von der Kulturbehörde in den Sozialdienst versetzt. Gleich zum Einstieg in seine neuen Aufgaben wird er mit der chaotischen Unterschichtfamilie Pröllmann konfrontiert. Ihre Welt ist vom Chantalismus bestimmt. Tochter Schantall, 24 Jahre, Schulabbrecherin, zieht, nachdem ihr Mann Ronny sie verlassen hat, den gemeinsamen Sohn Tschastin alleine groß. Jochen lernt ein ihm zuvor unbekanntes Milieu kennen, das sich um Tattoos auf dem Rücken, getunte Autos, Glitzerhandys, das Solarium und Busurlaub in Lloret de Mar dreht. Alle seine Versuche, Bildung zu vermitteln, scheitern grandios.

## Rezeption
Kirsten Guthmann von Radio 91.2 urteilt: „Das Leben der Schantall wird dermaßen übertrieben, dass sich sicher niemand auf den Schlips getreten fühlt. […] Aber gerade deshalb ist das Buch von Kai Twilfer umso witziger.“ Die Sächsische Zeitung merkt an, „während Autor Kai Twilfer versichert, mit dieser Art von Lektüre die Welle der Geschmacksverarmung in Deutschland noch aufhalten zu wollen, ist er längst ein Teil davon“.
Das Buch belegte 2013 mehrere Wochen lang Platz 1 der Spiegel-Bestsellerliste Taschenbücher Sachbuch.
Im September 2014 kam der zweite Teil mit dem Titel Schantall, tu ma die Omma Prost sagen! – Neues aus dem Alltag des unerschrockenen Sozialarbeiters auf den Markt; im August 2016 folgte der dritte und letzte Teil mit dem Titel Schantall, tu ma die Omma tschüss rufen!.

## Buchinfo
- Schantall, tu ma die Omma winken! Aus dem Alltag eines unerschrockenen Sozialarbeiters, Berlin: Schwarzkopf & Schwarzkopf, 2013, ISBN 978-3-86265-219-8 (mit Illustrationen von Susanne Granas).